# Characidium lagosantense
Characidium lagosantense är en fiskart som beskrevs av Travassos, 1947. Characidium lagosantense ingår i släktet Characidium och familjen Crenuchidae. Inga underarter finns listade i Catalogue of Life.